# Wagneriana jacaza
Wagneriana jacaza là một loài nhện trong họ Araneidae.
Loài này thuộc chi Wagneriana. Wagneriana jacaza được Herbert Walter Levi miêu tả năm 1991.